# سانتو أنطونيو دو تاوا
سانتو أنطونيو دو تاوا بلدية في ولاية بارا في المنطقة الشمالية من البرازيل.